# Patricio Martínez García
Patricio Martínez García (Chihuahua, Chihuahua; 17 de marzo de 1948) es un político mexicano, miembro del Partido Revolucionario Institucional. Se desempeñó como gobernador de Chihuahua de 1998 a 2004 y senador de la República entre 2012 y 2018.

## Biografía
Nació en la ciudad de Chihuahua el 17 de marzo de 1948 y es contador público egresado del Instituto Tecnológico y de Estudios Superiores de Monterrey. Comenzó a trabajar como profesor de contabilidad de la Facultad de Contaduría y Administración de la Universidad Autónoma de Chihuahua en 1971. Durante gran parte de su vida se dedicó a sus negocios particulares (librerías) y como dirigente empresarial, fue presidente de la Cámara Nacional de Comercio de Chihuahua en 1991.
Martínez estuvo casado con Patricia Aguirre Rodríguez y tiene cuatro hijos: Patricia, Patricio, César Iván y Elisa Ivonne.

## Carrera política

### Inicios en la política y alcaldía
Inició en la actividad política de la mano del entonces gobernador de Chihuahua, Fernando Baeza Meléndez, quién en 1991 lo nombró director general de Administración del estado y un año después en 1992 lo impulsó como candidato del PRI a Presidente Municipal de Chihuahua, aun y cuando no tenía la militancia partidista requerida para ser candidato. Electo alcalde en las mismas elecciones en que el PRI perdió la gubernatura del estado y la Presidencia Municipal de Ciudad Juárez, su posición al frente de la capital del estado le dio una importante proyección política, su gobierno fue bien valorado por la opinión pública, principalmente por la obra pública realizada.
En 1997 fue elegido diputado federal por el VI Distrito Electoral Federal de Chihuahua a la LVII Legislatura, donde tuvo un desempeño poco notorio, en 1998 solicitó licencia a su curul y se registró como precandidato del PRI a gobernador de Chihuahua, por primera ocasión el PRI realizaría una elección primaria interna para designar a su candidato a gobernador y Patricio Martínez ganó la elección derrotando a Artemio Iglesias y Mario de la Torre Hernández, y ganó las Elecciones para gobernador sobre el candidato del PAN Ramón Galindo Noriega, arrebatando de esta manera la gubernatura al Partido Acción Nacional.

### Gubernatura
Patricio Martínez ganó la elección presentándose como un priista diferente, y dando una imagen mucho más cercana al gobernador saliente.
El gobierno de Patricio Martínez fue criticado por su papel en el combate al narcotráfico, sobre todo cuando nombró como procurador de Justicia del estado a José de Jesús Solís Silvia, quién tenía averiguaciones en su contra por tortura y violaciones a los derechos humanos y por la falta de resultados en las investigaciones de los Asesinatos en Ciudad Juárez. 
El 17 de enero de 2001 sufrió un atentado en el interior del Palacio de Gobierno de Chihuahua recibiendo un balazo en la cabeza, los motivos de la tiradora nunca han sido del todo aclarados. A causa de dicho atentado, Martínez García solicitó licencia como gobernador el 22 de enero por un lapso de treinta días como una recomendación médica. Martínez regresó al cargo el 20 de marzo del mismo año.

### Política posterior
En 2012 fue elegido senador por Chihuahua de primera fórmula junto a Lilia Merodio Reza luego de vencer a la fórmula del panista Javier Corral Jurado.
El 19 de enero de 2018, Martínez se registró como precandidato del PRI para buscar la alcaldía de Chihuahua por segunda ocasión de cara a la elección de ese año. Sin embargo, el 27 de enero declinó participar como candidato del PRI a la alcaldía.